# Mahmoud Dahoud
 Mahmoud Dahoud  (n. 1 ianuarie 1996, Amoudah⁠(d), Amuda Subdistrict⁠(d), Guvernoratul Al-Hasaka, Siria) este un fotbalist german, care joacă pe post de mijlocaș la Eintracht Frankfurt în Bundesliga. Pe plan internațional, are prezențe la națională pentru Germania Sub-21⁠(d), Germania U18⁠(d), Germania U19⁠(d) și Germania.

## Statistici
| Club                | Sezon         | Campionat     | Campionat | Campionat | Cupă1   | Cupă1  | Continental2 | Continental2 | Altele3 | Altele3 | Total   | Total  |
| Club                | Sezon         | Campionat     | Meciuri   | Goluri    | Meciuri | Goluri | Meciuri      | Goluri       | Meciuri | Goluri  | Meciuri | Goluri |
| ------------------- | ------------- | ------------- | --------- | --------- | ------- | ------ | ------------ | ------------ | ------- | ------- | ------- | ------ |
| Borussia M'gladbach | 2014–15       | Bundesliga    | 1         | 0         | 0       | 0      | 2            | 0            | 0       | 0       | 3       | 0      |
| Borussia M'gladbach | 2015–16       | Bundesliga    | 32        | 5         | 3       | 0      | 6            | 0            | 0       | 0       | 41      | 5      |
| Borussia M'gladbach | 2016–17       | Bundesliga    | 28        | 2         | 5       | 0      | 9            | 1            | 0       | 0       | 42      | 3      |
| Borussia M'gladbach | Total         | Total         | 61        | 7         | 8       | 0      | 17           | 1            | 0       | 0       | 86      | 8      |
| Borussia Dortmund   | 2017–18       | Bundesliga    | 8         | 0         | 2       | 0      | 2            | 0            | 1       | 0       | 13      | 0      |
| Total carieră       | Total carieră | Total carieră | 69        | 7         | 10      | 0      | 19           | 1            | 1       | 0       | 99      | 8      |